# Ebergassing
Ebergassing is een gemeente in de Oostenrijkse deelstaat Neder-Oostenrijk, gelegen in het district Bruck an der Leitha. De gemeente heeft ongeveer 3.900 inwoners.

## Geografie
Ebergassing heeft een oppervlakte van 16,26 km². Het ligt in het noordoosten van het land, vlak bij de hoofdstad Wenen.

## Geschiedenis
In de oudheid was het gebied onderdeel van de provincie Pannonië.
Na de Anschluss van Oostenrijk bij het Derde Rijk in 1938 werd het dorp bij het nieuwe Grote-Wenen gevoegd. De gemeente werd bij de herindeling in 1954 weer zelfstandig verklaard. De gemeente hoorde van 1 september 1954 tot en met 31 december 2016 bij het district Wien-Umgebung. Op 1 januari 2017 werd dit district opgeheven en kwam de gemeente bij het district Bruck an der Leitha.
Ebergassing · Fischamend · Gablitz · Gerasdorf bei Wien · Gramatneusiedl · Himberg · Klein-Neusiedl · Klosterneuburg · Lanzendorf · Leopoldsdorf · Maria Lanzendorf · Mauerbach · Moosbrunn · Pressbaum · Purkersdorf · Rauchenwarth · Schwadorf · Schwechat · Tullnerbach · Wolfsgraben · Zwölfaxing
- Gemeinsame Normdatei: 4408203-4
- Virtual International Authority File: 246266703
- WorldCat: E39PBJghv9BdyxjX3CgXTHkMT3